# Aprenentatge federat

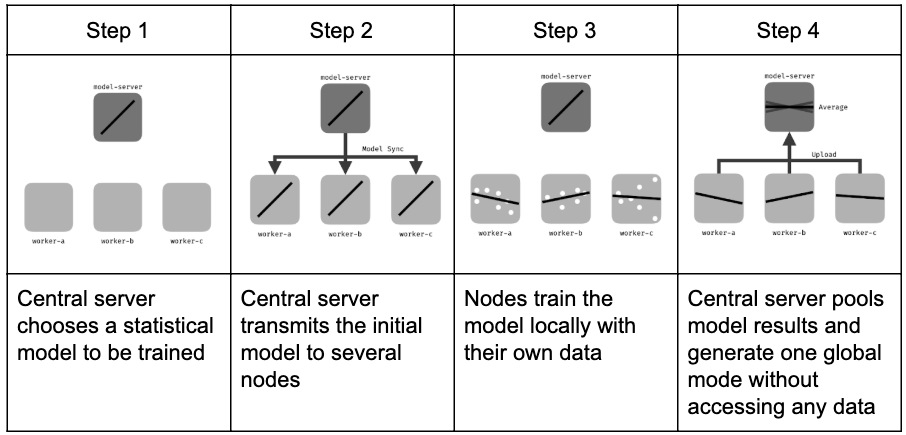
Procés general d'aprenentatge federat en la configuració de l'orquestrador central.

L'aprenentatge federat (també conegut com a aprenentatge col·laboratiu) és una tècnica d'aprenentatge automàtic que entrena un algorisme a través de diversos dispositius o servidors de punta descentralitzats que contenen mostres de dades locals, sense intercanviar-les. Aquest enfocament contrasta amb les tècniques tradicionals d'aprenentatge automàtic centralitzat on tots els conjunts de dades locals es carreguen a un servidor, així com amb els enfocaments descentralitzats més clàssics que sovint assumeixen que les mostres de dades locals es distribueixen de manera idèntica.
L'aprenentatge federat permet a diversos actors construir un model d'aprenentatge automàtic comú i robust sense compartir dades, la qual cosa permet abordar problemes crítics com ara la privadesa de les dades, la seguretat de les dades, els drets d'accés a les dades i l'accés a dades heterogènies. Les seves aplicacions es troben repartides en diverses indústries, com ara defensa, telecomunicacions, IoT i farmacèutica. Una de les principals preguntes obertes en aquests moments és com són els models inferiors apresos mitjançant dades federades en relació amb aquells en què s'agrupen les dades. Una altra qüestió oberta es refereix a la fiabilitat dels dispositius de punta i l'impacte dels actors maliciosos en el model après.
L'aprenentatge federat té com a objectiu entrenar un algorisme d'aprenentatge automàtic, per exemple xarxes neuronals profundes, en diversos conjunts de dades locals continguts en nodes locals sense intercanviar explícitament mostres de dades. El principi general consisteix a entrenar models locals sobre mostres de dades locals i intercanviar paràmetres (per exemple, els pesos i els biaixos d'una xarxa neuronal profunda) entre aquests nodes locals amb una certa freqüència per generar un model global compartit per tots els nodes.
La principal diferència entre l'aprenentatge federat i l'aprenentatge distribuït rau en les suposicions fetes sobre les propietats dels conjunts de dades locals, ja que l'aprenentatge distribuït originalment té com a objectiu paral·lelitzar la potència de càlcul on l'aprenentatge federat originalment pretén entrenar en conjunts de dades heterogenis. Tot i que l'aprenentatge distribuït també pretén entrenar un únic model en diversos servidors, una hipòtesi subjacent comuna és que els conjunts de dades locals són independents i distribuïts de manera idèntica (iid) i tenen aproximadament la mateixa mida. Cap d'aquestes hipòtesis es fa per a l'aprenentatge federat; en canvi, els conjunts de dades solen ser heterogenis i les seves mides poden abastar diversos ordres de magnitud. A més, els clients que participen en l'aprenentatge federat poden ser poc fiables, ja que estan subjectes a més fracassos o abandonen, ja que habitualment depenen de mitjans de comunicació menys potents (és a dir, Wi-Fi) i sistemes alimentats per bateries (és a dir, telèfons intel·ligents i dispositius IoT) en comparació amb l'aprenentatge distribuït on els nodes solen ser centres de dades que tenen potents capacitats computacionals i estan connectats entre si amb xarxes ràpides.